# 江原信太朗
江原 信太朗（えはら しんたろう、2001年8月20日 - ）は、東京都出身のバスケットボール選手。B.LEAGUEの滋賀レイクスターズに所属している。ポジションはスモールフォワード。

## 経歴
東海大学在学中は4年連続で全日本大学バスケットボール選手権大会の決勝に進出し、2度優勝した。
2023年12月22日に特別指定選手として滋賀レイクスターズに加入した。

## 代表歴
2022年のFIBA 3x3 U23ワールドカップで日本代表に選出された。